# William McGonagle

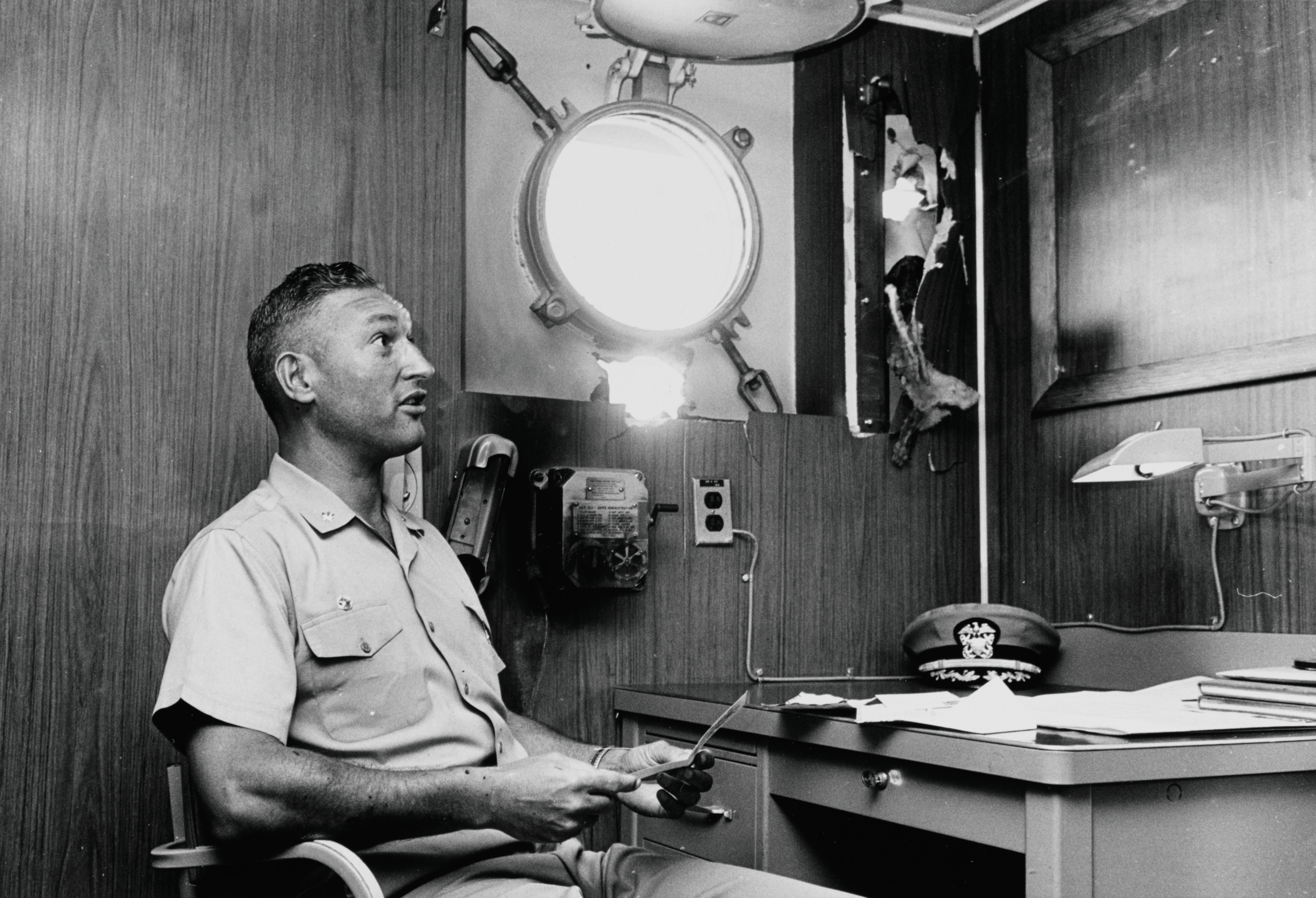
William McGonagle in seiner Kabine auf der Liberty, Juni 1967

William Loren McGonagle (* 19. November 1925 in Wichita, Kansas; † 3. März 1999 in Palm Springs, Kalifornien) war ein US-amerikanischer Offizier und Kommandant mehrerer Schiffe der United States Navy.
Er war Kommandant der Liberty, die während des Sechstagekrieges in internationalen Gewässern von israelischen Streitkräften angegriffen und schwer beschädigt wurde. Zu seinen Auszeichnungen zählte die Medal of Honor, die höchste Tapferkeitsauszeichnung des US-Militärs.

## Leben
Nach dem Besuch einer Highschool und eines Colleges in Kalifornien, trat er dem Naval Reserve Officer Training Corps an der University of Southern California bei, die er 1947 abschloss. Anschließend war er bis 1950 auf dem Zerstörer USS Frank Knox und dem Minensucher USS Partridge eingesetzt. Während des Koreakrieges (Juni 1950 – Juli 1953) war er Besatzungsmitglied des Minensuchers USS Kite und nahm an zahlreichen Minensucheinsätzen teil, die der gesamten Besatzung die Presidential Unit Citation einbrachte.
Nach einigen Verwendungen an Land, kommandierte er von 1957 bis 1958 den Flottenschlepper USS Mataco und von 1961 bis 1963 das Bergeschiff USS Reclaimer. Nach weiteren Verwendungen an Land wurde er im April 1966 im Range eines Commanders kommandierender Offizier des Aufklärungsschiffes Liberty.
Während des Sechstagekrieges zwischen Israel und den arabischen Staaten Ägypten, Jordanien und Syrien, wurde die Liberty im Juni 1967 in internationalen Gewässern vor der Küste der Sinai-Halbinsel zur Informationsgewinnung durch abgehörte Funksignale (Signals Intelligence) eingesetzt. Am 5. Juni hatte McGonagle noch Geleitschutz für sein lediglich mit vier Maschinengewehren bewaffnetes Schiff gefordert, was jedoch abgelehnt worden war, da man das Schiff durch seine Beflaggung als ausreichend gekennzeichnet ansah.
Am 8. Juni wurde das Schiff am frühen Nachmittag jedoch unerwartet von israelischen Kampfflugzeugen und Torpedobooten angegriffen. Für mehr als zwei Stunden lag die Liberty unter dem Beschuss durch Maschinenkanonen, Raketen sowie Bomben und erhielt mehr als 820 Treffer, zudem wurde sie steuerbords von einem Torpedo getroffen der ein großes Loch in die Außenwand riss. McGonagle wurde schwer verwundet, behielt jedoch das Kommando und leitete die Gegenmaßnahmen, die das Schiff vor der Versenkung bewahrten.
Erst nach Stunden traf die Liberty auf die US-Zerstörer Davis und Massey, sowie den US-Kreuzer Little Rock. Erst jetzt gab McGonagle sein Kommando ab und ließ sich medizinisch versorgen. Für seinen Einsatz wurde ihm die Medal of Honor, die höchste Tapferkeitsauszeichnung der US-Streitkräfte verliehen. Die Verleihung war ein Novum, da es zu den eigentlichen Verleihungskriterien gehört, dass sich der Ausgezeichnete „im Gefecht gegen einen Feind der Vereinigten Staaten“ befindet.
Weiters wurde das Schiff mit der Presidential Unit Citation ausgezeichnet. 34 der 358 Besatzungsmitglieder wurden getötet und 172 verwundet. Zu den hunderten Auszeichnungen der Mannschaft, gehörten zweimal das Navy Cross (LCDR Philip Armstrong und QM3C Francis Brown), sowie elf Silver Stars.
Im Oktober 1967 wurde er zum Captain befördert und kommandierte anschließend das Munitionsschiff USNS Kilauea. Zuletzt leitete er das Naval Reserve Officer Training Corps der University of Oklahoma, ehe er 1974 in den Ruhestand trat. Er starb 1999 im Alter von 73 Jahren, wurde mit militärischen Ehren am Nationalfriedhof Arlington beigesetzt und erhielt einen Stern auf dem Palm Springs Walk of Stars.